# Bulken Station
Bulken Station (Bulken stasjon) er en jernbanestation på Bergensbanen, der ligger i Voss kommune i Norge. Stationen består af to spor, en perron med en stationsbygning i træ og en mindre parkeringsplads. Stationen ligger med udsigt over den vestlige ende af søen Vangsvatnet.
Stationen åbnede som holdeplads sammen med Vossebanen 11. juli 1883. Fra april 1894 til 1907 hed den Bolken. Den blev opgraderet til station 1. juli 1907. Den blev fjernstyret 19. juni 1980, og tre dage efter blev den gjort ubemandet.